# 道の駅一枚岩
道の駅一枚岩（みちのえき いちまいいわ）は、和歌山県東牟婁郡古座川町相瀬にある国道371号の道の駅である。
2020年（令和2年）6月1日に、新たな愛称として「monolith」（モノリス）を採用しリニューアルオープンした。

## 施設
- 駐車場
  - 普通車：18台[1]
  - 身障者用：2台[1]
- トイレ
  - 男：大・小 6器
  - 女：4器
  - 身障者用：1器
- monolith（カフェ、平日 9:30 - 17:00・土日祝日 8:30 - 17:00）[1][2]
- 一枚岩自然公園キャンプ場（詳細はキャンプ場検索・予約サイト「なっぷ」の施設ページを参照）[1]

### 管理団体
- 古座川町（有限責任事業組合 古座川街道やどやの会 →2020年6月よりHYGGE(monolith)に運営委託）

## 休館日
- 不定休[1]

## アクセス
- 国道371号 - 登録路線（和歌山県道38号すさみ古座線 重複）
- 西日本旅客鉄道（JR西日本）紀勢本線（きのくに線）古座駅より約20分[5]。

## 周辺

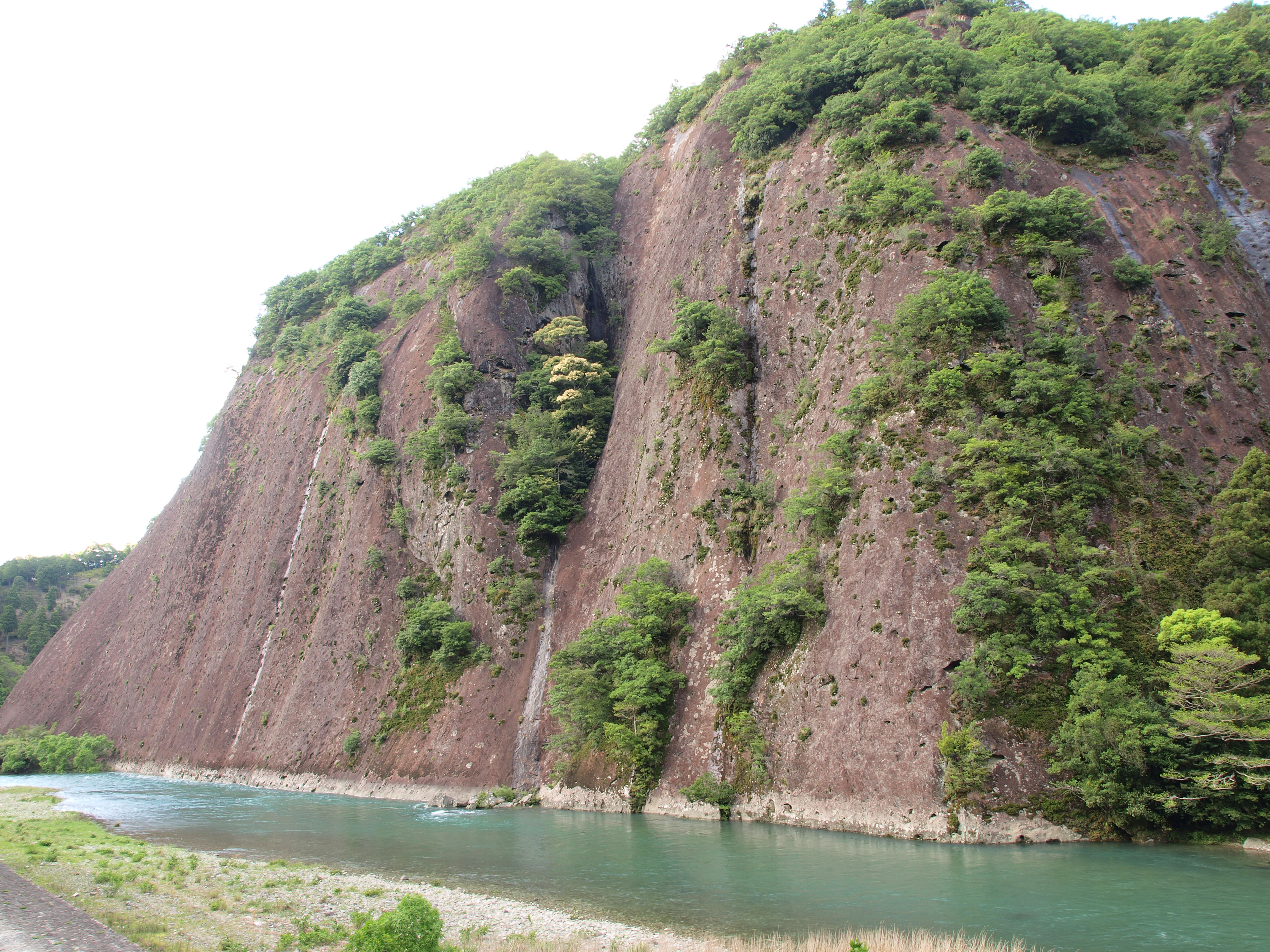
道の駅の対岸にある一枚岩

- 古座川の一枚岩（国の天然記念物・日本の地質百選・南紀熊野ジオパークのジオサイト） - 当駅の対岸に位置している。2022年（令和4年）には、この一枚岩をスクリーンとして利用した映画祭「大地を見上げる映画祭vol.1」が開催された[6][7][8][9]。当初は5月開催の予定であったが[6][7]、雨で中止となり10月に延期した[8][9]。
- 七川ダム[4]
- 道の駅瀧之拝太郎
- 月野瀬温泉